# 1530
Portal Geschichte | Portal Biografien | Aktuelle Ereignisse | Jahreskalender | Tagesartikel

◄ |
15. Jahrhundert |
16. Jahrhundert
| 17. Jahrhundert | ►

◄ |
1500er |
1510er |
1520er |
1530er
| 1540er | 1550er | 1560er | ►

◄◄ |
◄ |
1526 |
1527 |
1528 |
1529 |
1530
| 1531 | 1532 | 1533 | 1534 | ► | ►►
Staatsoberhäupter  · Nekrolog   · Musikjahr   · Wissenschaftsjahr
| Januar | Januar | Januar | Januar | Januar | Januar | Januar | Januar |
| Kw     | Mo     | Di     | Mi     | Do     | Fr     | Sa     | So     |
| ------ | ------ | ------ | ------ | ------ | ------ | ------ | ------ |
| 52     |        |        |        |        |        | 1      | 2      |
| 1      | 3      | 4      | 5      | 6      | 7      | 8      | 9      |
| 2      | 10     | 11     | 12     | 13     | 14     | 15     | 16     |
| 3      | 17     | 18     | 19     | 20     | 21     | 22     | 23     |
| 4      | 24     | 25     | 26     | 27     | 28     | 29     | 30     |
| 5      | 31     |        |        |        |        |        |        |

| Februar | Februar | Februar | Februar | Februar | Februar | Februar | Februar |
| Kw      | Mo      | Di      | Mi      | Do      | Fr      | Sa      | So      |
| ------- | ------- | ------- | ------- | ------- | ------- | ------- | ------- |
| 5       |         | 1       | 2       | 3       | 4       | 5       | 6       |
| 6       | 7       | 8       | 9       | 10      | 11      | 12      | 13      |
| 7       | 14      | 15      | 16      | 17      | 18      | 19      | 20      |
| 8       | 21      | 22      | 23      | 24      | 25      | 26      | 27      |
| 9       | 28      |         |         |         |         |         |         |

| März | März | März | März | März | März | März | März |
| Kw   | Mo   | Di   | Mi   | Do   | Fr   | Sa   | So   |
| ---- | ---- | ---- | ---- | ---- | ---- | ---- | ---- |
| 9    |      | 1    | 2    | 3    | 4    | 5    | 6    |
| 10   | 7    | 8    | 9    | 10   | 11   | 12   | 13   |
| 11   | 14   | 15   | 16   | 17   | 18   | 19   | 20   |
| 12   | 21   | 22   | 23   | 24   | 25   | 26   | 27   |
| 13   | 28   | 29   | 30   | 31   |      |      |      |

| April | April | April | April | April | April | April | April |
| Kw    | Mo    | Di    | Mi    | Do    | Fr    | Sa    | So    |
| ----- | ----- | ----- | ----- | ----- | ----- | ----- | ----- |
| 13    |       |       |       |       | 1     | 2     | 3     |
| 14    | 4     | 5     | 6     | 7     | 8     | 9     | 10    |
| 15    | 11    | 12    | 13    | 14    | 15    | 16    | 17    |
| 16    | 18    | 19    | 20    | 21    | 22    | 23    | 24    |
| 17    | 25    | 26    | 27    | 28    | 29    | 30    |       |

| Mai | Mai | Mai | Mai | Mai | Mai | Mai | Mai |
| Kw  | Mo  | Di  | Mi  | Do  | Fr  | Sa  | So  |
| --- | --- | --- | --- | --- | --- | --- | --- |
| 17  |     |     |     |     |     |     | 1   |
| 18  | 2   | 3   | 4   | 5   | 6   | 7   | 8   |
| 19  | 9   | 10  | 11  | 12  | 13  | 14  | 15  |
| 20  | 16  | 17  | 18  | 19  | 20  | 21  | 22  |
| 21  | 23  | 24  | 25  | 26  | 27  | 28  | 29  |
| 22  | 30  | 31  |     |     |     |     |     |

| Juni | Juni | Juni | Juni | Juni | Juni | Juni | Juni |
| Kw   | Mo   | Di   | Mi   | Do   | Fr   | Sa   | So   |
| ---- | ---- | ---- | ---- | ---- | ---- | ---- | ---- |
| 22   |      |      | 1    | 2    | 3    | 4    | 5    |
| 23   | 6    | 7    | 8    | 9    | 10   | 11   | 12   |
| 24   | 13   | 14   | 15   | 16   | 17   | 18   | 19   |
| 25   | 20   | 21   | 22   | 23   | 24   | 25   | 26   |
| 26   | 27   | 28   | 29   | 30   |      |      |      |

| Juli | Juli | Juli | Juli | Juli | Juli | Juli | Juli |
| Kw   | Mo   | Di   | Mi   | Do   | Fr   | Sa   | So   |
| ---- | ---- | ---- | ---- | ---- | ---- | ---- | ---- |
| 26   |      |      |      |      | 1    | 2    | 3    |
| 27   | 4    | 5    | 6    | 7    | 8    | 9    | 10   |
| 28   | 11   | 12   | 13   | 14   | 15   | 16   | 17   |
| 29   | 18   | 19   | 20   | 21   | 22   | 23   | 24   |
| 30   | 25   | 26   | 27   | 28   | 29   | 30   | 31   |

| August | August | August | August | August | August | August | August |
| Kw     | Mo     | Di     | Mi     | Do     | Fr     | Sa     | So     |
| ------ | ------ | ------ | ------ | ------ | ------ | ------ | ------ |
| 31     | 1      | 2      | 3      | 4      | 5      | 6      | 7      |
| 32     | 8      | 9      | 10     | 11     | 12     | 13     | 14     |
| 33     | 15     | 16     | 17     | 18     | 19     | 20     | 21     |
| 34     | 22     | 23     | 24     | 25     | 26     | 27     | 28     |
| 35     | 29     | 30     | 31     |        |        |        |        |

| September | September | September | September | September | September | September | September |
| Kw        | Mo        | Di        | Mi        | Do        | Fr        | Sa        | So        |
| --------- | --------- | --------- | --------- | --------- | --------- | --------- | --------- |
| 35        |           |           |           | 1         | 2         | 3         | 4         |
| 36        | 5         | 6         | 7         | 8         | 9         | 10        | 11        |
| 37        | 12        | 13        | 14        | 15        | 16        | 17        | 18        |
| 38        | 19        | 20        | 21        | 22        | 23        | 24        | 25        |
| 39        | 26        | 27        | 28        | 29        | 30        |           |           |

| Oktober | Oktober | Oktober | Oktober | Oktober | Oktober | Oktober | Oktober |
| Kw      | Mo      | Di      | Mi      | Do      | Fr      | Sa      | So      |
| ------- | ------- | ------- | ------- | ------- | ------- | ------- | ------- |
| 39      |         |         |         |         |         | 1       | 2       |
| 40      | 3       | 4       | 5       | 6       | 7       | 8       | 9       |
| 41      | 10      | 11      | 12      | 13      | 14      | 15      | 16      |
| 42      | 17      | 18      | 19      | 20      | 21      | 22      | 23      |
| 43      | 24      | 25      | 26      | 27      | 28      | 29      | 30      |
| 44      | 31      |         |         |         |         |         |         |

| November | November | November | November | November | November | November | November |
| Kw       | Mo       | Di       | Mi       | Do       | Fr       | Sa       | So       |
| -------- | -------- | -------- | -------- | -------- | -------- | -------- | -------- |
| 44       |          | 1        | 2        | 3        | 4        | 5        | 6        |
| 45       | 7        | 8        | 9        | 10       | 11       | 12       | 13       |
| 46       | 14       | 15       | 16       | 17       | 18       | 19       | 20       |
| 47       | 21       | 22       | 23       | 24       | 25       | 26       | 27       |
| 48       | 28       | 29       | 30       |          |          |          |          |

| Dezember | Dezember | Dezember | Dezember | Dezember | Dezember | Dezember | Dezember |
| Kw       | Mo       | Di       | Mi       | Do       | Fr       | Sa       | So       |
| -------- | -------- | -------- | -------- | -------- | -------- | -------- | -------- |
| 48       |          |          |          | 1        | 2        | 3        | 4        |
| 49       | 5        | 6        | 7        | 8        | 9        | 10       | 11       |
| 50       | 12       | 13       | 14       | 15       | 16       | 17       | 18       |
| 51       | 19       | 20       | 21       | 22       | 23       | 24       | 25       |
| 52       | 26       | 27       | 28       | 29       | 30       | 31       |          |

| Januar | Januar | Januar | Januar | Januar | Januar | Januar | Januar |
| Kw     | Mo     | Di     | Mi     | Do     | Fr     | Sa     | So     |
| ------ | ------ | ------ | ------ | ------ | ------ | ------ | ------ |
| 52     |        |        |        |        |        | 1      | 2      |
| 1      | 3      | 4      | 5      | 6      | 7      | 8      | 9      |
| 2      | 10     | 11     | 12     | 13     | 14     | 15     | 16     |
| 3      | 17     | 18     | 19     | 20     | 21     | 22     | 23     |
| 4      | 24     | 25     | 26     | 27     | 28     | 29     | 30     |
| 5      | 31     |        |        |        |        |        |        |

| Februar | Februar | Februar | Februar | Februar | Februar | Februar | Februar |
| Kw      | Mo      | Di      | Mi      | Do      | Fr      | Sa      | So      |
| ------- | ------- | ------- | ------- | ------- | ------- | ------- | ------- |
| 5       |         | 1       | 2       | 3       | 4       | 5       | 6       |
| 6       | 7       | 8       | 9       | 10      | 11      | 12      | 13      |
| 7       | 14      | 15      | 16      | 17      | 18      | 19      | 20      |
| 8       | 21      | 22      | 23      | 24      | 25      | 26      | 27      |
| 9       | 28      |         |         |         |         |         |         |

| März | März | März | März | März | März | März | März |
| Kw   | Mo   | Di   | Mi   | Do   | Fr   | Sa   | So   |
| ---- | ---- | ---- | ---- | ---- | ---- | ---- | ---- |
| 9    |      | 1    | 2    | 3    | 4    | 5    | 6    |
| 10   | 7    | 8    | 9    | 10   | 11   | 12   | 13   |
| 11   | 14   | 15   | 16   | 17   | 18   | 19   | 20   |
| 12   | 21   | 22   | 23   | 24   | 25   | 26   | 27   |
| 13   | 28   | 29   | 30   | 31   |      |      |      |

| April | April | April | April | April | April | April | April |
| Kw    | Mo    | Di    | Mi    | Do    | Fr    | Sa    | So    |
| ----- | ----- | ----- | ----- | ----- | ----- | ----- | ----- |
| 13    |       |       |       |       | 1     | 2     | 3     |
| 14    | 4     | 5     | 6     | 7     | 8     | 9     | 10    |
| 15    | 11    | 12    | 13    | 14    | 15    | 16    | 17    |
| 16    | 18    | 19    | 20    | 21    | 22    | 23    | 24    |
| 17    | 25    | 26    | 27    | 28    | 29    | 30    |       |

| Mai | Mai | Mai | Mai | Mai | Mai | Mai | Mai |
| Kw  | Mo  | Di  | Mi  | Do  | Fr  | Sa  | So  |
| --- | --- | --- | --- | --- | --- | --- | --- |
| 17  |     |     |     |     |     |     | 1   |
| 18  | 2   | 3   | 4   | 5   | 6   | 7   | 8   |
| 19  | 9   | 10  | 11  | 12  | 13  | 14  | 15  |
| 20  | 16  | 17  | 18  | 19  | 20  | 21  | 22  |
| 21  | 23  | 24  | 25  | 26  | 27  | 28  | 29  |
| 22  | 30  | 31  |     |     |     |     |     |

| Juni | Juni | Juni | Juni | Juni | Juni | Juni | Juni |
| Kw   | Mo   | Di   | Mi   | Do   | Fr   | Sa   | So   |
| ---- | ---- | ---- | ---- | ---- | ---- | ---- | ---- |
| 22   |      |      | 1    | 2    | 3    | 4    | 5    |
| 23   | 6    | 7    | 8    | 9    | 10   | 11   | 12   |
| 24   | 13   | 14   | 15   | 16   | 17   | 18   | 19   |
| 25   | 20   | 21   | 22   | 23   | 24   | 25   | 26   |
| 26   | 27   | 28   | 29   | 30   |      |      |      |

| Juli | Juli | Juli | Juli | Juli | Juli | Juli | Juli |
| Kw   | Mo   | Di   | Mi   | Do   | Fr   | Sa   | So   |
| ---- | ---- | ---- | ---- | ---- | ---- | ---- | ---- |
| 26   |      |      |      |      | 1    | 2    | 3    |
| 27   | 4    | 5    | 6    | 7    | 8    | 9    | 10   |
| 28   | 11   | 12   | 13   | 14   | 15   | 16   | 17   |
| 29   | 18   | 19   | 20   | 21   | 22   | 23   | 24   |
| 30   | 25   | 26   | 27   | 28   | 29   | 30   | 31   |

| August | August | August | August | August | August | August | August |
| Kw     | Mo     | Di     | Mi     | Do     | Fr     | Sa     | So     |
| ------ | ------ | ------ | ------ | ------ | ------ | ------ | ------ |
| 31     | 1      | 2      | 3      | 4      | 5      | 6      | 7      |
| 32     | 8      | 9      | 10     | 11     | 12     | 13     | 14     |
| 33     | 15     | 16     | 17     | 18     | 19     | 20     | 21     |
| 34     | 22     | 23     | 24     | 25     | 26     | 27     | 28     |
| 35     | 29     | 30     | 31     |        |        |        |        |

| September | September | September | September | September | September | September | September |
| Kw        | Mo        | Di        | Mi        | Do        | Fr        | Sa        | So        |
| --------- | --------- | --------- | --------- | --------- | --------- | --------- | --------- |
| 35        |           |           |           | 1         | 2         | 3         | 4         |
| 36        | 5         | 6         | 7         | 8         | 9         | 10        | 11        |
| 37        | 12        | 13        | 14        | 15        | 16        | 17        | 18        |
| 38        | 19        | 20        | 21        | 22        | 23        | 24        | 25        |
| 39        | 26        | 27        | 28        | 29        | 30        |           |           |

| Oktober | Oktober | Oktober | Oktober | Oktober | Oktober | Oktober | Oktober |
| Kw      | Mo      | Di      | Mi      | Do      | Fr      | Sa      | So      |
| ------- | ------- | ------- | ------- | ------- | ------- | ------- | ------- |
| 39      |         |         |         |         |         | 1       | 2       |
| 40      | 3       | 4       | 5       | 6       | 7       | 8       | 9       |
| 41      | 10      | 11      | 12      | 13      | 14      | 15      | 16      |
| 42      | 17      | 18      | 19      | 20      | 21      | 22      | 23      |
| 43      | 24      | 25      | 26      | 27      | 28      | 29      | 30      |
| 44      | 31      |         |         |         |         |         |         |

| November | November | November | November | November | November | November | November |
| Kw       | Mo       | Di       | Mi       | Do       | Fr       | Sa       | So       |
| -------- | -------- | -------- | -------- | -------- | -------- | -------- | -------- |
| 44       |          | 1        | 2        | 3        | 4        | 5        | 6        |
| 45       | 7        | 8        | 9        | 10       | 11       | 12       | 13       |
| 46       | 14       | 15       | 16       | 17       | 18       | 19       | 20       |
| 47       | 21       | 22       | 23       | 24       | 25       | 26       | 27       |
| 48       | 28       | 29       | 30       |          |          |          |          |

| Dezember | Dezember | Dezember | Dezember | Dezember | Dezember | Dezember | Dezember |
| Kw       | Mo       | Di       | Mi       | Do       | Fr       | Sa       | So       |
| -------- | -------- | -------- | -------- | -------- | -------- | -------- | -------- |
| 48       |          |          |          | 1        | 2        | 3        | 4        |
| 49       | 5        | 6        | 7        | 8        | 9        | 10       | 11       |
| 50       | 12       | 13       | 14       | 15       | 16       | 17       | 18       |
| 51       | 19       | 20       | 21       | 22       | 23       | 24       | 25       |
| 52       | 26       | 27       | 28       | 29       | 30       | 31       |          |

## Ereignisse

### Politik und Weltgeschehen

#### Europa
- 24. Februar: Karl V. wird in der Basilika San Petronio in Bologna nach der Aussöhnung mit Papst Clemens VII. von diesem zum Kaiser gekrönt. Dies ist die letzte Krönung eines Kaisers des Heiligen Römischen Reichs durch den Papst. Zwei Tage zuvor erhält Karl aus den Händen des Papstes zudem die Eiserne Krone der Langobarden.
- 8. April: Federico II. Gonzaga, bislang Markgraf von Mantua, wird vom Kaiser zum Herzog erhoben.
- 20. Juni: Kaiser Karl V. eröffnet einen Augsburger Reichstag, von dem er sich Hilfe gegen die Türken und eine Lösung für die die Reichspolitik belastenden konfessionellen Probleme verspricht. Theologen sind gebeten, ihre Standpunkte zur Reformation vorzutragen.

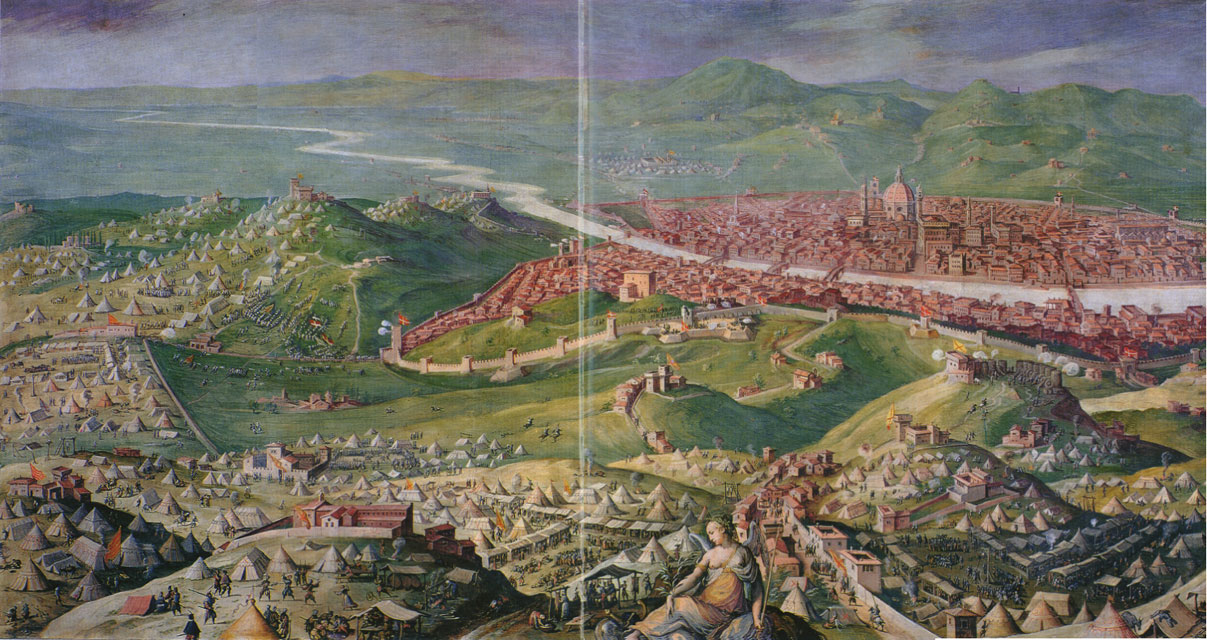
Belagerung von Florenz

- 3. August: Der Sieg kaiserlicher Truppen in der Schlacht von Gavinana gegen florentinische Streitkräfte ebnet den vertriebenen Medici die Rückkehr an die Macht in Florenz.
- 12. August: Das seit Oktober 1529 von Truppen Karls V. belagerte Florenz kapituliert. Die vertriebenen Medici oder ihre Parteigänger verfügen in der Folgezeit wieder über die Macht in der Stadt.
- 26. Oktober: Der Johanniterorden nimmt mit päpstlicher Billigung Malta als Lehen Karls V. in Besitz.
- 22. Dezember: Der Konvent in Schmalkalden beginnt; er wurde von Kurfürst Johann von Sachsen einberufen, um mit anderen protestantischen Kurfürsten über die weitere Vorgehensweise zu beraten. Aus den Beratungen in Schmalkalden werden bald Bündnisverhandlungen, und am 31. Dezember sagen die Teilnehmer zu, sich gemeinschaftlich Beistand zu leisten, wenn das Kammergericht gegen einen von ihnen einen Prozess anstrengen werde. Dem Bündnis gehören fast alle Unterzeichner der Confessio Augustana an.

#### Afrika
- Spanien überlässt die Stadt Tripolis dem Malteserorden als Lehen.

#### Amerika
- 30. Juli: Nikolaus Federmann, ein Mitarbeiter des Augsburger Handelshauses Welser, erhält von Ambrosius Ehinger, der aus gesundheitlichen Gründen nach Hispaniola gehen muss, die Vollmacht über die südamerikanische Kolonie Klein-Venedig.
- September: Nikolaus Federmann beginnt ohne Erlaubnis der Real Audiencia in Santo Domingo mit der Durchführung einer Expedition mit 110 Fußsoldaten, 16 Reitern und 100 Indianern ins nördliche Stromgebiet des Orinoco, um das „Südmeer“ zu finden.

#### Asien
- 24. November: Nach dem Tod von Mingyinyo wird sein Sohn Tabinshwehti neuer birmanischer Herrscher aus dem Königreich Taungu.

Humayun – zeitgenössische Miniatur

- 26. Dezember: Nach dem Tod von Babur wird sein Sohn Humayun Herrscher des indischen Mogulreiches. Es gelingt ihm jedoch nicht, das von seinem Vater gegründete Reich zu konsolidieren.

### Wirtschaft
- Quartal Luciae: Die Grube Einigkeit zum Silberbergbau in Jáchymov in Böhmen wird gegründet.
- Anton Fugger verbrennt die Schuldscheine von Karl V. mit Zimtstangen.
- Das dynastische Postwesen wird im Heiligen Römischen Reich für die Allgemeinheit zugänglich gemacht.
- Sächsische Münzgeschichte: Sächsische Münztrennung

### Wissenschaft und Technik

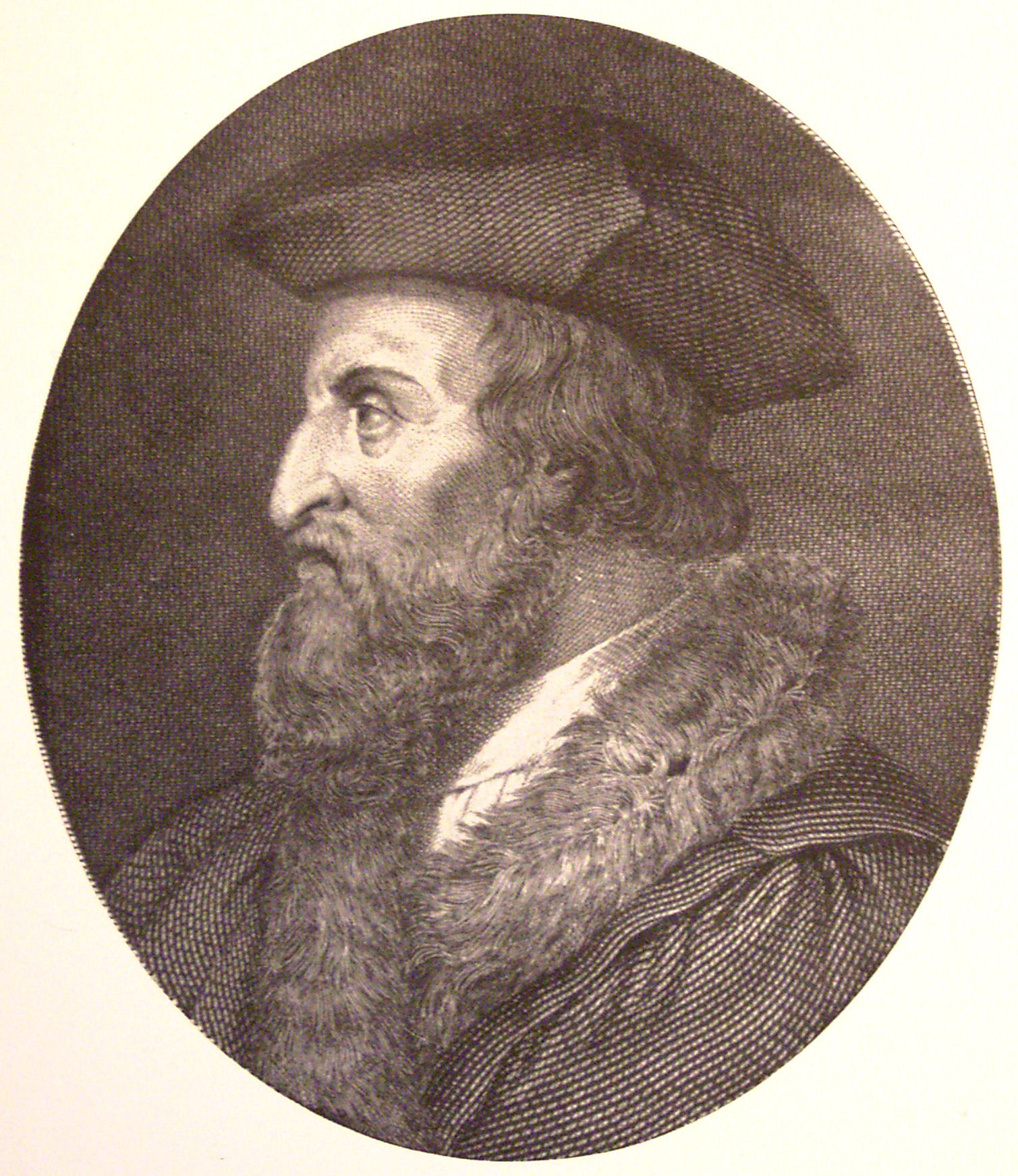
Girolamo Fracastoro

- Der Humanist Girolamo Fracastoro führt für die seit dem Ende des 15. Jahrhunderts auftretende neue Seuche, die sogenannte Franzosenkrankheit, den Begriff Syphilis ein.
- Als Folge der Reformation in Minden wird im Kloster St. Pauli das Ratsgymnasium gegründet.
- Auf Vorschlag seines Bibliothekars Guillaume Budé gründet König Franz I. von Frankreich das Collège Royal.

### Religion
- 10. Mai: Philipp Melanchthon beendet in Augsburg die Niederschrift der Apologie, die beim anstehenden Reichstag vorgelegt werden soll.
- 25. Juni: Kaiser Karl V. wird auf dem Reichstag zu Augsburg das Augsburgische Bekenntnis der Protestanten überreicht. Dies gilt als Gründungsdatum der Lutherischen Kirche.
- 22. September: Kaiser Karl V. lehnt das Überreichen der Augsburger Apologie durch Philipp Melanchthon auf dem Reichstag zu Augsburg ab.
- Die oberdeutschen Städte Straßburg, Memmingen, Lindau und Konstanz, die ihre Zustimmung zur Confessio Augustana wegen der lutherischen Abendmahlslehre verweigert haben, legen die von Martin Bucer und Wolfgang Capito verfasste Confessio Tetrapolitana vor, die sowohl von Martin Luther als auch von Ulrich Zwingli beeinflusst ist.
- Martin Luther verfasst auf der Veste Coburg den Sendbrief vom Dolmetschen und Fürbitte der Heiligen.
- um 1530: Die fast hundert Jahre dauernden Aachener Religionsunruhen beginnen.

### Katastrophen
- 5. November: Bei der Sankt-Felix-Flut an der Niederländischen Nordseeküste im Westerschelde-Stromgebiet kommen mehr als 100.000 Menschen ums Leben. Sie überspült die gesamte Insel Noord-Beveland. Das Gebiet östlich von Yerseke mit 18 Dörfern und der Stadt Reimerswaal wird ebenfalls vollständig überflutet.

## Geboren

### Erstes Halbjahr
- 03. Januar: David Peifer, kursächsischer Kanzler, († 1602)
- 14. Januar: Stanislaus Bornbach, polnischer Chronist († 1597)
- 20. Januar: Valentin Forster, deutscher Jurist († 1608)
- 000Januar: Szymon Budny, polnisch-belarussischer Humanist und Bibelübersetzer, führender Vertreter des polnisch-litauischen Unitarismus († 1593)
- 17. Februar: Ludwig III. von Löwenstein, Graf von Löwenstein-Wertheim († 1611)
- 18. Februar: Uesugi Kenshin, Daimyō der japanischen Sengoku-Zeit († 1578)
- 26. Februar: David Chyträus, deutscher evangelischer Theologe, Historiker, Schulorganisator und Rektor der Universität Rostock († 1600)
- 11. März: Johann Wilhelm I., erster Herzog von Sachsen-Weimar († 1573)
- 13. März: Jan Rubens, Rechtsgelehrter und Vater von Peter Paul Rubens († 1587)
- 06. April: Joachim Strupp, deutscher Arzt und Fachbuchautor († 1606)
- 12. April: Heinrich Moller, deutscher evangelischer Theologe († 1589)
- 26. April: Meinhard von Schönberg, kurpfälzischer Feldmarschall und Amtmann († 1596)
- 07. Mai: Louis I. de Bourbon, Fürst von Condé,  französischer Feldherr († 1569)
- 17. Mai: Alexander von Pappenheim, kaiserlicher Rat († 1612)
- 07. Juni: Bartholomäus Schönborn, deutscher Mathematiker, Astronom, Physiker, Philologe und Mediziner († 1585)
- 17. Juni: François de Montmorency, Herzog von Montmorency, Gouverneur von Paris und Marschall von Frankreich († 1579)

### Zweites Halbjahr
- 09. Juli: Vratislav von Pernstein, böhmisch-mährischer Adliger und Oberstkanzler von Böhmen († 1582)
- 01. August: Daniel, Graf von Waldeck-Wildungen († 1577)
- 25. August: Iwan IV. „der Schreckliche“, russischer Zar († 1584)
- 28. August: Johann Rudolf Stumpf, Schweizer evangelischer Geistlicher und Heimatforscher († 1592)
- 000August: Francesco Fernando d’Avalos d’Aquino d’Aragona, Gouverneur im Herzogtum Mailand und Vizekönig von Sizilien († 1571)
- 02. September: Friedrich Pensold, deutscher Philologe und Physiker († 1589)
- 06. September: Joachim von Ortenburg, niederbayrischer Reichsgraf († 1600)
- 18. Oktober: Lucas Bacmeister der Ältere, lutherischer Theologe und Kirchenliedkomponist († 1608)
- 06. November: Josias Simler, Schweizer reformierter Theologe und Historiker († 1576)
- 06. Dezember: Nikolaus Selnecker, deutscher evangelischer Theologe, Reformator, Kirchenliederdichter und -komponist († 1592)

### Genaues Geburtsdatum unbekannt
- Petrus van der Aa, flandrischer Jurist († 1594)
- Elias Nikolaus Ammerbach, deutscher Organist und Arrangeur († 1597)
- Matthias Colerus, deutscher Rechtswissenschaftler († 1587)
- Mateu Fletxa el Jove, katalanischer Komponist († 1604)
- Hans Harrer, kursächsischer Rentkammermeister des Kurfürsten August, Großkaufmann und Industrieller († 1580)
- Antony Jenkinson, englischer Diplomat († 1611)
- Louise de La Béraudière du Rouhet, französische Adelige, Ehrendame von Königin Katharina von Medici und deren Tochter Margarete von Valois, Mätresse des Titularkönigs von Navarra und der französischen Könige Heinrich III. und Heinrich IV. († 1586)
- Jean Nicot, französischer Gelehrter († 1604)
- Grace O’Malley, irische Piratin und Politikerin († 1603)
- Jean-François Salvard, französischer evangelischer Geistlicher († 1585)
- Nicholas Sanders, englischer katholischer Theologe († 1581)
- Johann von Trarbach, deutscher Bildhauer († 1586)
- David Voit, deutscher evangelischer Theologe († 1589)

### Geboren um 1530
- Georg Agricola, deutscher Pädagoge und Mediziner († 1575)
- Johann Agricola, deutscher Theologe († 1590)
- Georg Aportanus, friesischer Theologe und Reformator († 1495)
- Joachim Beuckelaer, niederländischer Maler († 1573 oder 1574)

## Gestorben

### Todesdatum gesichert
- 02. Januar: Stephana Quinzani, seliggesprochene Terziarin im Dominikanerinnenorden (* 1457)
- 24. Februar: Properzia de’ Rossi, italienische Bildhauerin der Renaissance (* um 1490)
- 12. März: Barthold Moller, römisch-katholischer Theologe und Rektor der Universität Rostock (* um 1460)
- 12. April: Johanna von Kastilien, Prinzessin von Kastilien und Königin von Portugal (* 1462)
- 18. April: Franz Lambert von Avignon, evangelischer Theologe (* 1487)
- 28. April: Niklaus Manuel, Berner Maler, Dramatiker und Reformator (* um 1482)
- 04. Mai: Niklas Graf Salm, flämisch-österreichischer Feldherr der Renaissance (* 1459)
- 08. Mai: Stephan Báthory, Heerführer und Palatin von Ungarn (* 1490)
- 28. Juni: Margarethe von Münsterberg, Fürstin von Anhalt (* 1473)
- 02. August: Kanō Masanobu, japanischer Maler (* 1434)
- 03. August: Philibert de Chalon, Fürst von Orange, Herzog von Gravina, Graf von Tonnerre und Charny sowie Herr von Arlay und Nozeroy (* 1502)
- 03. August: Francesco Ferrucci, italienischer Heerführer (* 1489)
- 10. August: Konstantin Iwanowitsch Ostroschski, ruthenischer Fürst, Großhetmann von Litauen (* um 1460)
- 28. August: Gerold Edlibach, Zürcher Chronist und Ratsherr (* 1454)
- 29. September: Andrea del Sarto, italienischer Maler (* 1486)
- 10. Oktober: Thomas Grey, 2. Marquess of Dorset, englischer Adeliger, Höfling und Soldat (* 1477)
- 20. Oktober: Hermann von Neuenahr der Ältere, humanistischer Theologe, Staatsmann, Naturwissenschaftler und erzbischöflicher Kanzler der alten Universität Köln (* 1492)
- 24. November: Mingyinyo, birmanischer Herrscher (* 1459)
- 28. November: Thomas Wolsey, Kardinal und Kanzler König Heinrichs VIII. von England (* 1475)
- 01. Dezember: Margarete von Österreich, Tochter des Erzherzogs Maximilian, des späteren Kaisers, Fürstin von Asturien und Herzogin von Savoyen (* 1480)
- 22. Dezember: Willibald Pirckheimer, deutscher Humanist (* 1470)
- 26. Dezember: Mohammed Babur Khan, indischer Herrscher und Begründer des Mogulreiches (* 1483)

### Genaues Todesdatum unbekannt
- Zwischen 7. März und 4. April: Henrik Krummedike, dänischer und norwegischer Reichsrat und Norwegens reichster Großgrundbesitzer
- Johannes Amandi, deutscher Theologe (* um 1470)
- Jan Černý, tschechischer Arzt und Priester der Brüder-Unität (* um 1456)
- Gilbert Winram, schottischer Theologe